# Samuel Thörl
Samuel Thörl (* 12. Mai 1755 in Dannenberg; † 10. September 1830 in Celle) war ein deutscher lutherischer Theologe, Autor und Archidiakon.

## Leben

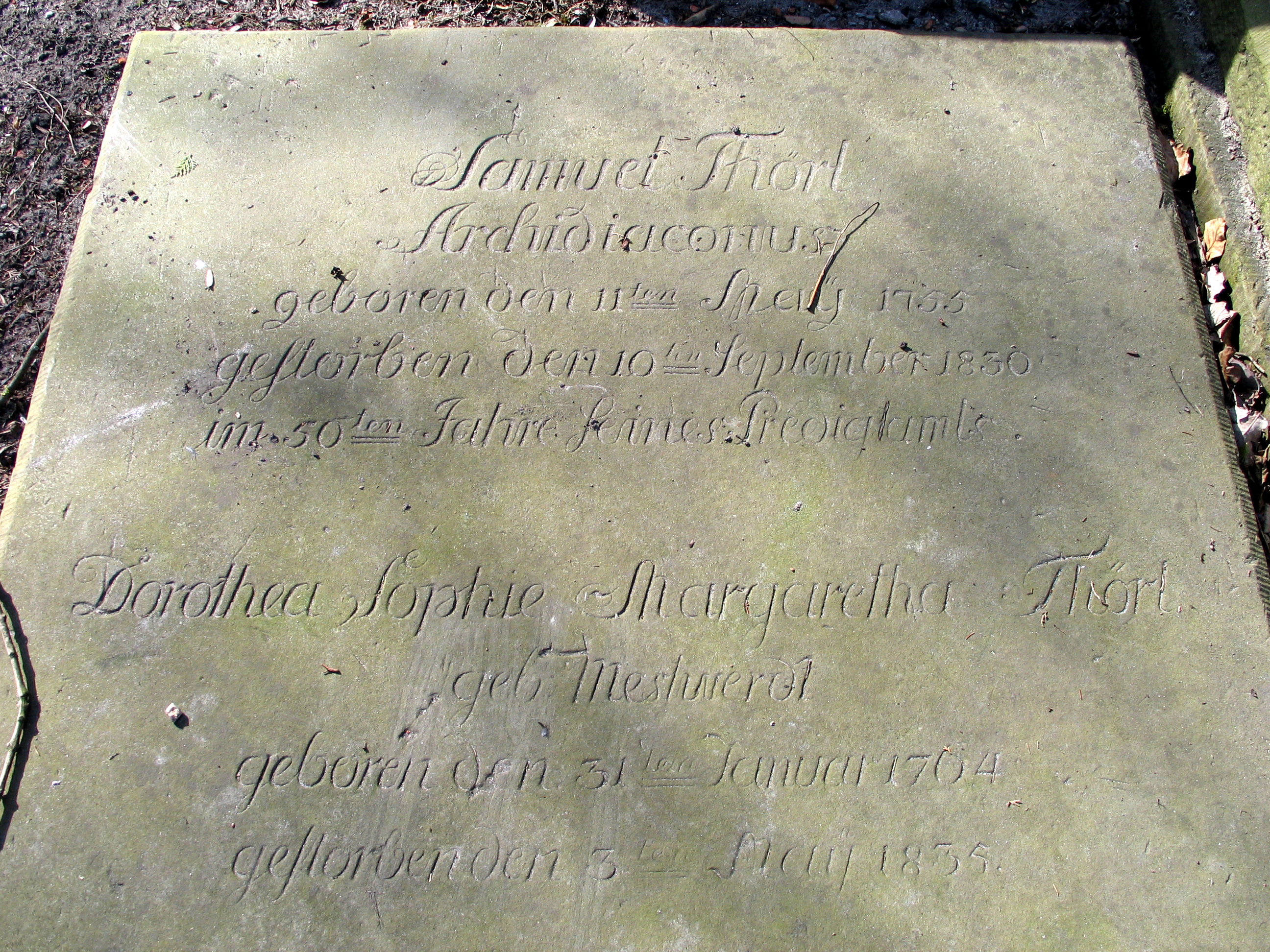
Grabplatte der Thörls auf dem Hehlentorfriedhof (östlicher Teil) in Celle

Samuel Thörl war ein Sohn des Dannenberger Färbers Elias D. Thörl. Er studierte an der Universität Göttingen und erhielt 1781 die Stellung als Prediger an der Kirche St. Nicolai in Verden, wurde 1788 erst dritter, 1805 dann zweiter Diakon und 1807 zum Archidiakon erhoben. Von seinen Predigten hat er mehrere im Druck veröffentlichen lassen. So hieß es beispielsweise in der Zeitschrift „Zellescher Anzeiger nebst Beiträgen“ vom 24. Juni 1818: „Zu verkaufen. / Zelle. Bei G. E. F. Schulze an der Stechbahn ist erschien: / Die Predigt des Archidiaconus Thörl am Tage der Hinrichtung zweier Missethäter gehalten, und mit der Geschichte ihrer begangenen Mordthat begleitet; und sowohl bei ihm selbst, als bei dem Buchbinder Pickhard am Markte, geheftet zu drei ggr. Convention=Münze zu erhalten.“
Thörl war einer der Mitarbeiter des von Heinrich Wilhelm Rotermund herausgegebenen Werks Das gelehrte Hannover oder Lexicon von Schriftstellern und Schriftstellerinnen, gelehrten Geschäftsmännern und Künstlern, die seit der Reformation in und außerhalb der sämtlichen zum Königreich Hannover gehörigen Provinzen gelebt haben.
Die Cellesche Zeitung publizierte im April 1892 das von Rauterberg herausgegebene Tagebuch Thörls.
Seine Grabplatte auf dem östlichen Teil des Hehlentorfriedhofes in Celle trägt neben seinen eigenen Daten die Inschrift für Dorothea Sophie Margaretha Thörl, geborene Mestwerdt (31. Januar 1704 – 3. Mai 1835 [sic!]).

## Schriften (Auswahl)
- Samuel Thörl et al.:  Ausführliche Beschreibung aller Feyerlichkeiten mit welchen das funfzigjährige Amtsjubelfest des Herrn Consistorial-Raths und General-Superintendenten D. Joh. Friedr. Jacobi in Zelle am 4ten May 1788 begangen ist : Nebst einer vollständigen Samlung der dabeygehaltenen Reden und überreichten Gedichte / von Gottlieb Franz Münter Advocat und Procurator bey den Obergerichten in Hannover, Hannover: Bartsch, 1789
- Die Ehre des großen und barmherzigen Gottes in der Wiederherstellung des Königes : eine Predigt am öffentlichen und allgemeinen Dankfeste... / gehalten von Samuel Thörl, Zelle: Schultze, 1789
- Die Engel des Himmels nachahmungswürdige Muster für uns Menschen. Eine Predigt am Michaelis-Feste über Matthäus 18, 1 - 10. / gehalten von Samuel Thörl, Zellischem Stadt-Prediger, Zelle: Schultze, 1789
- Die gottwohlgefällige Dankbarkeit bey der Erinnerung seiner Wohlthaten im zurükgelegten Jahre : Eine Predigt am Neu-Jahrs-Tage über Luc. 2, 21. / gehalten von Samuel Thörl, Celleschem Stadt Prediger, Celle: Schulze, 1796
- Gedächtniß-Predigt über Hebr. 13. v. 7 nach dem höchst schmerzlichen Hinscheiden des Herrn Abts von Loccum und Vice-Consistorial-Directors Dr. August Ludwig Hoppenstedt, bisherigen Celleschen General- und Special-Superint. und ersten Celleschen Stadtpredigers, am Sonntage Jubilate in der Celleschen Stadtkirche: Nebst ein paar Worte am Grabe des Verklärten / gehalten von Samuel Thörl, Archidiacono, Celle: Schulze, 1830